# واسیله کیرویو
واسیله کیرویو (رومانیایی: Vasile Chiroiu; ۱۳ اوت ۱۹۱۰ – ۹ مهٔ ۱۹۷۶) بازیکن فوتبال اهل رومانی بود.
از باشگاه‌هایی که در آن بازی کرده‌است می‌توان به باشگاه فوتبال راپید بخارست اشاره کرد.
وی همچنین در تیم ملی فوتبال رومانی بازی کرده‌است.